# Nomada erythrospila
Nomada erythrospila är en biart som beskrevs av Cockerell 1916. Nomada erythrospila ingår i släktet gökbin, och familjen långtungebin. Inga underarter finns listade i Catalogue of Life.